# 신계

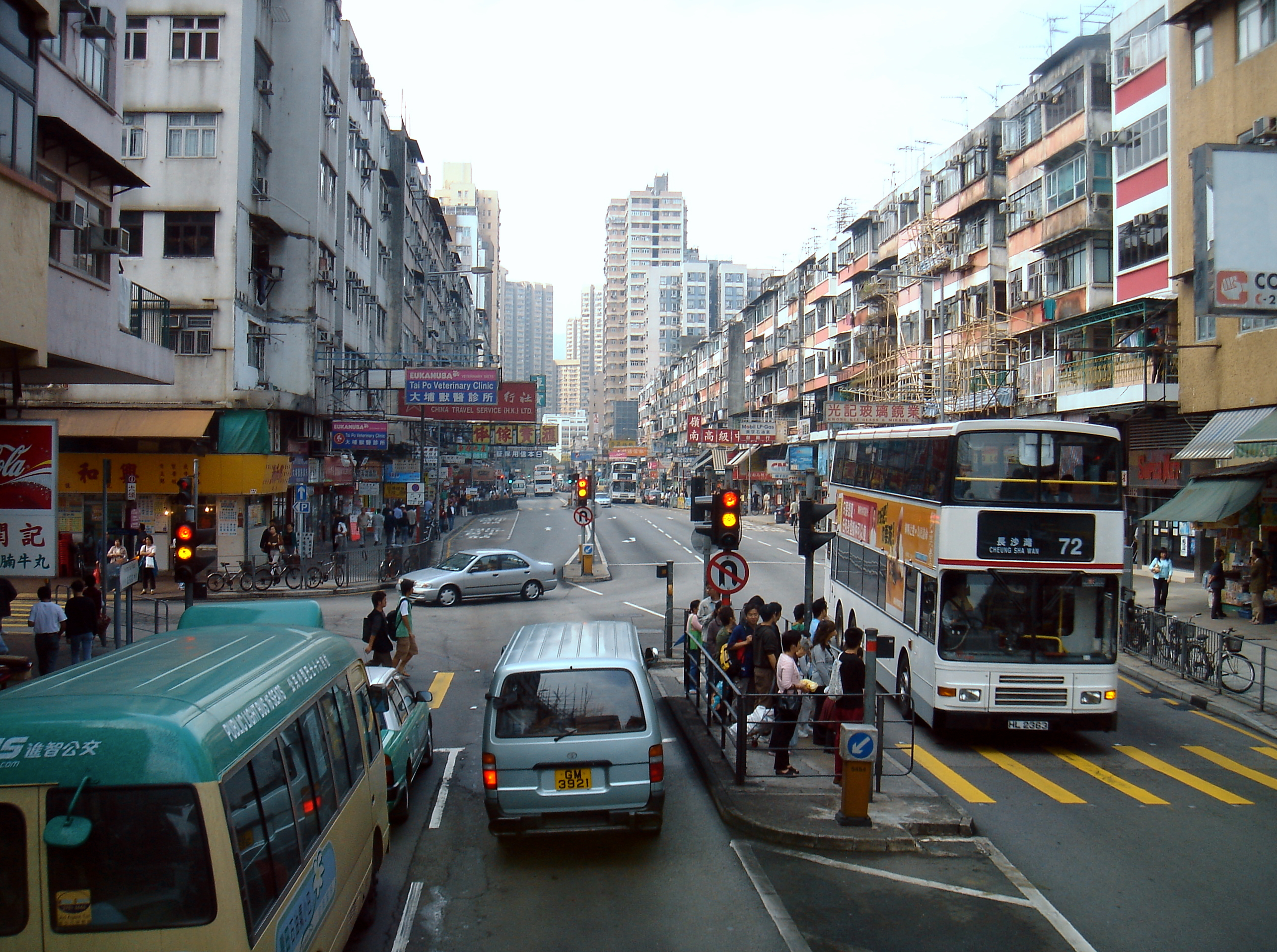
신계 지역 다이보의 쾅 푹 길, 주요 간선도로이다.

신계의 영역(초록 색 부분)

신계(중국어 정체자: 新界, 병음: Xīnjiè 신제[*]), 광둥어로 산가이(광둥어: sān gaai, san1 gaai3) 또는 영어로 뉴테리토리스(영어: New territories)는 중앙 홍콩섬과 신가우룽을 제외한 홍콩 외곽을 총칭하는 이름으로, 크게 바운더리 거리(신가우룽) 이북과 홍콩의 북쪽 변경이 되는 선전강 이남, 그리고 란터우섬, 라마섬, 청차우섬, 펭 차우 등 외곽 섬 등을 아우른다. 홍콩영토확장조약(중국어: 展拓香港界址專條, 제2차 북경조약)에 의거, 1898년부터 99년간 청나라가 영국에게 조차(임대)했다가 1997년 중화인민공화국에 반환된 곳이다. 현재는 홍콩 특별 행정구 소속이다. 조차 지역이라 홍콩의 배후 시설 정도만 있던 저개발 상태였으나, 반환 후 첵랍콕 국제공항, 니나 타워 등 현대적인 랜드마크들과 신시가지가 건설되면서 홍콩 성장의 견인차가 됐다.
2011년 현재 신계의 인구는 총 361만 1093명으로 홍콩 전체 인구의 52.2%를 차지한다. 인구 밀도는 3,801명/km2이다. 신계의 전체 면적은 952 km2로 홍콩 전체 면적의 86.23%다.

## 역사

### 산가이의 조차
1842년 제1차 아편전쟁으로 홍콩 섬이 영국에 영구할양됐고, 1860년 제1차 베이징 조약으로 홍콩 섬 맞은 편의 가우룽(kowloon)이 추가 영구할양됐다. (오른쪽 지도 옅은 회색 부분) 광둥의 일개 어촌에 불과했던 이 곳은 수많은 서양인들과 청나라인들의 이주로 빠르게 성장했고 곧 포화상태에 이르렀다. 게다가 1894년 홍콩에서 흑사병이 발발해 과밀화된 도시 문제를 해결해야 할 절대적 필요성이 생겼다. 또한 청일전쟁에서의 청나라의 패배로 지역 방어 문제도 의문시 됐다. 카우룽 반도 북쪽 산지로부터 근대화된 포격을 당하면 홍콩의 운명은 끝이었다. 인구 밀집, 위생, 용수 확보 및 국방 문제 등으로 영국은 홍콩의 영역을 확장할 필요를 느꼈다.
1898년 홍콩 영토 확장 조약으로 945 km2 면적의 카우룽 북쪽과 주변 섬들을 영국이 99년간 조차해 신계(New Territory)라 명명한다.(지도의 녹색 부분) 99년이라는 기간이 설정된 것은 삼국 간섭으로 유럽 열강들이 공식적으로는 중국의 주권을 인정했기 때문이다. 비슷한 시기 자오저우만 조차지와 광저우만 조차지도 99년 조차라는 형식으로 각각 독일과 프랑스가 차지했다.
그러나 영구 할양된 홍콩섬, 가우룽과 달리 신계는 99년 후 돌려줘야 할 땅이라 개발이 안돼 낙후됐으며, 신계 지역의 대부분의 지명과 시설은 중국어 그대로였다. 심지어 대표적 기피 시설인 공항까지 역시 카우룽(kowloon) 도심 지역에 지어져야 했다. 당시 홍콩의 관문인 카이탁 공항은 1960년대부터 홍콩에 고층 건물들이 빽빽하게 들어차면서 세계에서 가장 위험한 공항 중 하나로 지목됐고, 신계 지역으로의 신공항 건설론이 지속적으로 제기됐으나, 1997년 양도 때까지 이전 문제는 해결되지 않았다.

### 뉴타운
국공 내전과 중국공산당의 집권으로 홍콩에 많은 수의 난민들이 몰려와 홍콩의 인구가 급증했다. 홍콩 식민당국은 대부분 판자촌에 거주하던 이들에게 주거지를 제공하고, 빠르게 성장하는 제조업에 부지를 공급하기 위해서 대규모 신도시 건설에 나선다.
1953년 가우룽과 가깝고 홍콩섬과는 빅토리아항을 두고 마주보고 있는 간척지에 군통이 최초의 신도시로 개발되었다. 1960년에는 뉴타운이라는 명칭이 처음으로 적용된 췬완이 개발되기 시작했다. 뉴타운은 전원도시 이론의 영향을 받아, 주거단지 외에도 일자리를 제공하는 산업단지와 상업, 문화, 행정시설이 함께 건설되어 자급자족을 할 수 있도록 설계되었다. 1965년에는 튄문과 사틴이 개발되었고, 1973년 홍콩 당국의 '주택 건설 10년 계획'으로 뉴타운 건설이 가속화되어 20세기 말까지 9개 뉴타운이 건설되었다. 2016년 기준 뉴타운에는 홍콩 인구의 47%인 344만명 가량이 거주한다. 처음의 계획과는 달리 뉴타운 주민들의 22%만이 거주 지역에 직장이 있고, 절반이상이 장거리 통근을 한다.

### 반환
신계의 조차(租借,임대) 만료가 다가오자 1980년대 초 대처 총리의 영국은 연장을 시도했으나 중국 공산당은 아예 홍콩 자체에 대한 영유권까지 주장하며 거부했다. 신계 반환은 당연한 것이었으나 카우룽과 홍콩 문제는 달랐다. 반환 의무가 없어 영국이 계속 관할할 수 있었지만 주요 배후 시설들이 신계에 있었고, 홍콩 섬과 카우룽 만으로는 백년 전 문제가 그대로 홍콩에 부담을 줄 터였다. 게다가 1982년 덩샤오핑 주석이 대처 총리와 회담에서 '반환하지 않는다면 대륙에서 홍콩 밀입국을 막고 있는 인민해방군의 경계를 풀고 수백만의 대륙인들이 홍콩에 건너가게 하겠다'라고 으름장을 놓았다는 일화도 있다. 결국 1984년 영국은 홍콩 전역의 양도를 내부적으로 확정하고 1997년 신계의 조차 기간 만료와 동시에 홍콩 전체가 중화인민공화국에 양도됐다. 양도 문제가 해결되면서 신(新) 홍콩 국제공항이 첵랍콕섬에 건설됐고 1998년 구공항인 카이탁 공항은 폐쇄됐다.

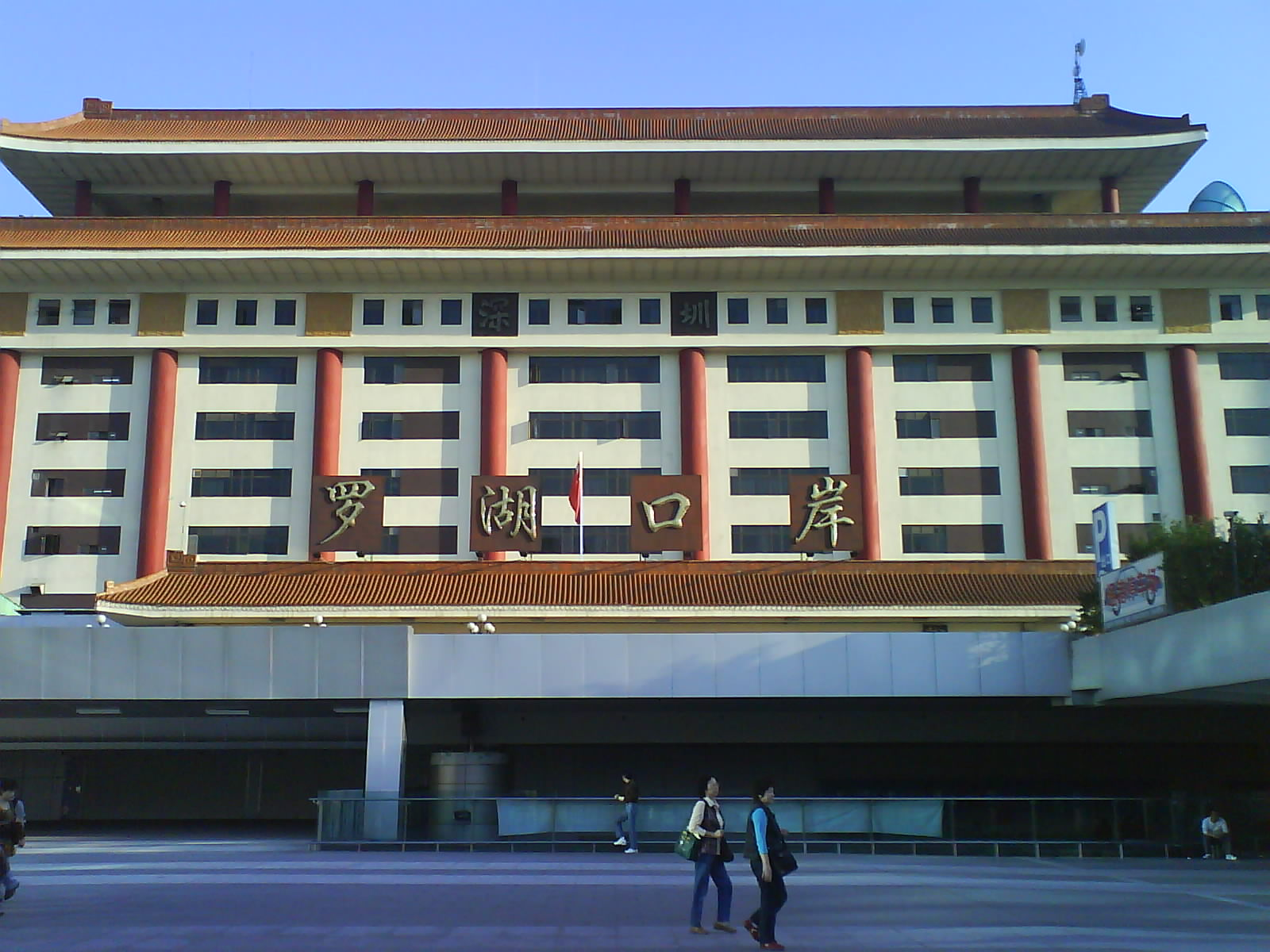
로우 역 선전 측 정문

## 교통
신계는 조차 지역이며 개발이 안돼 중국색이 강하다고는 하나 영국의 영향을 받은 홍콩섬, 신가우룽과 마찬가지로 좌측 차선, 우핸들이다. 대륙과 직결되는 전철역과 기차가 있으며 로우(Lo Wu,羅湖,우측 사진)역을 통해 국경을 넘어 중국 대륙 선전으로 간다. 1998년 건설된 첵랍콕 국제공항에서 택시나 공항 버스로 홍콩에 갈 수 있는데, 신계 공항택시(윈롱구 등)와 레이도구(외곽 섬 지역)의 공항택시는 색이 다르다.

## 문화
앞서 기술했듯 조차 지역이라 개발이 되지 않은 이 곳은 중국적이며 영국의 흔적이 적다. 사틴구나 박구 등의 아파트 단지들은 영국 시절에 지어졌지만 영국의 주거스타일이 아닌 홍콩 고유의 라이프 스타일이 남아있다.
신계가 대부분 저개발 단계이긴 했으나 몇 안되는 부도심 지역(특히 콰이칭 구)은 1970년대 후반부터 1980년대 초반에 이르기까지 빠르게 성장했다. 조차 지역이란 굴레를 벗고 중화인민공화국에 양도된 1998년 이후 대륙으로부터 인구도 계속 유입되고 홍콩섬과 신가우룽의 초과밀 지역을 피해 신계에 신시가지가 대거 신설되면서 성장 속도는 더 빨라졌다. 첵랍콕 국제공항의 개항을 계기로 신계의 중심가는 신가우룽처럼 국제적인 색채까지 띄게 됐다. 콰이칭구의 니나 타워는 홍콩의 대표적인 랜드 마크 중 하나다.

### 주민
신계 주민들은 청나라 말부터 이주한 중국인이 대부분이며 홍콩인으로서의 아이덴티티를 가지면서도 전통 중국색을 강하게 보여준다. 신계 인구 중 95.1%가 중국인이며 소수 민족 출신은 인구 순으로 인도네시아인(1.8%), 필리핀 인(1.3%), 백인(0.5%), 파키스탄 인(0.2%) 순이다. 중국인 인구 중 약 10%는 명청 시절 이전 신계원거민(원주민들의 후손)들로 홍콩특별행정구 기본법 제40조에 의거, 중국 공산당의 보호를 받고 있다. 전체의 88.4%가 광둥어를 사용하고 2.4%가 영어를 쓰며 1.2%만 관화를, 그리고 3.3%는 기타 중국 방언을 사용한다.

## 행정 구역

홍콩의 행정 구역

신계의 의회 선거구는 총 2개이며, 지역의회 선거구는 총 9개이다.
- 동산가이(New Territories East)
  - 박구
  - 사이궁구
  - 사틴구
  - 다이보구
- 서산가이(New Territories West)
  - 레이도구
  - 콰이칭구
  - 췬완구
  - 튄문구
  - 윈롱구

## 같이 보기
- 바운더리 거리
- 홍콩
- 가우룽반도(구룡반도)
- 홍콩의 건축물
- 홍콩의 관광지
- 신주룽
- 신계원거민

## 읽어 보기
- Lee Ho Yin and Lynne D. DiStefano, A Tale of Two Villages: The Story of Changing Village Life in the New Territories (Hong Kong: Oxford University Press), 2002.